# Aerospace Medical Association
L'Aerospace Medical Association (AsMA) è la principale associazione professionale nei settori della medicina aeronautica, spaziale e ambientale, fondata nel 1929. Comprende specialisti in medicina iperbarica e aerospaziale, scienziati, infermieri di volo, fisiologi e ricercatori di tutto il mondo.
L'AsMA ha attualmente più di 3.200 iscritti, dei quali circa il 25% è al di fuori degli Stati Uniti.

## Pubblicazioni
L'AsMA produce diverse pubblicazioni, tra cui
- Aviation, Space, and Environmental Medicine - Una rivista sottoposta a revisione paritaria, indicizzata in PubMed, pubblicata dal 1973. (ISSN: 0095-6562)
- Aerospace medicine - Il predecessore di Aviation, Space, and Environmental Medicine, pubblicato dal 1959 al 1974. (ISSN: 0001-9402)
- The Journal of aviation medicine - Il predecessore di Aerospace medicine, pubblicato dal 1930 al 1959. (ISSN: 0095-991X)
- Medical Guidelines for Airline Passengers, su asma.org. URL consultato l'11 agosto 2011 (archiviato dall'url originale il 25 luglio 2011).*[2]
- Useful Tips for Airline Travel, su asma.org. URL consultato l'11 agosto 2011 (archiviato dall'url originale il 25 luglio 2011).
- Education and Training Committee Aerospace Medicine PowerPoint slides, su asma.org. URL consultato l'11 agosto 2011 (archiviato dall'url originale il 25 luglio 2011).